# Grajska vas
Grajska vas je naselje v Občini Braslovče. Njeni prebivalci so Grajani. Grajska vas je v jedru gručasto kmečko naselje na južnem obrobju Spodnje Savinjske doline. Leži ob sotočju potokov Reke in Konjščice, ki se na prehodu ravnine na Posavsko hribovje združeno zlivata v reko Bolsko. K naselju spadajo zaselki Dobravca, Selo, Zgornje Selo Pelane, Pruh ter nekaj samotnih kmetij na jugu. Na kmetijah se ukvarjajo s hmeljarstvom in živinorejo. V naselju še vedno obratuje Muhovčev mlin. Podružnična cerkev svetega Krištofa je bila prvič omenjena konec 15. stoletja; sedanjo podobo je dobila okoli leta 1700. Na območju naselja naj bi bila ob rimski cesti domnevno rimska postaja Ad Medias. Nad Grajsko vasjo stoji Šmiglova zidanica kjer je bila prva konferenca KPS s Titom na čelu, danes pa je pod spomeniškim varstvom. Vsako leto pa je tam za 1. maja veselica. Na Selu se nahaja tudi stara Rezarjeva kmečka hiša ki je ohranjena v originalnem izgledu in je pod spomeniškim varstvom in je možen ogled.